# (613857) 2007 TZ417
2007 TZ417, também escrito como 2007 TZ417, é um objeto transnetuniano que está localizado no Cinturão de Kuiper, uma região do Sistema Solar. Ele possui uma magnitude absoluta de 7,5 e tem um diâmetro estimado com 139 km.

## Descoberta
2007 TZ417 foi descoberto no dia 4 de outubro de 2007.

## Órbita
A órbita de 2007 TZ417 tem uma excentricidade de 0,133 e possui um semieixo maior de 41,451 UA. O seu periélio leva o mesmo a uma distância de 35,956 UA em relação ao Sol e seu afélio a 46,945 UA.